# Pont du Gard
Der Pont du Gard (okzitanisch Pònt de Gard) ist ein römischer Aquädukt im Süden Frankreichs auf dem Gebiet der Gemeinde Vers-Pont-du-Gard im Département Gard. Die Brücke ist von beeindruckender Höhe und stellt einen der am besten erhaltenen Wasserkanäle aus der Römerzeit in Frankreich dar. Der Pont du Gard zählt zu den wichtigsten erhalten gebliebenen Brückenbauwerken der antiken römischen Welt und ist eine der bedeutendsten Sehenswürdigkeiten Südfrankreichs.
Pont du Gard bedeutet übersetzt Gard-Brücke. Der Fluss Gard wird heutzutage meist Gardon genannt, von ihm leitet sich auch der Name des Départements ab.

## Beschreibung der Brücke
Der Pont du Gard war Teil einer etwa 50 km langen Wasserleitung, mit der Wasser von den Quellen nahe Ucetia (Uzès) zur römischen Stadt Nemausus (Nîmes) transportiert wurde. Die Brücke ist 49 m hoch und umfasst drei Etagen:
- Untere Ebene: 6 Bögen, 142 m lang, 6 m breit, 22 m hoch
- Mittlere Ebene: 11 Bögen, 242 m lang, 4 m breit, 20 m hoch
- Obere Ebene: 35 Bögen, 275 m lang, 3 m breit, 7 m hoch

Auf der oberen Ebene verläuft das rechteckige Gerinne der Wasserleitung, das 1,80 m hoch und 1,20 m breit ist und ein Gefälle von 0,34 ‰ aufweist.
Auf der unteren und mittleren Etage der Brücke befinden sich Arkaden aus 61 bis zu sechs Tonnen schweren Keilsteinen. Die Pfeiler der mittleren Ebene sind genau auf den Pfeilern der unteren Etage aufgelagert, um die Belastung der unteren Gewölbebögen zu minimieren. Von der Mitte ausgehend wird die Bogenspannweite zum Ufer hin immer kleiner.

## Geschichte der Brücke und der Wasserleitung

Die Wasserleitung führt von Uzès nach Nîmes

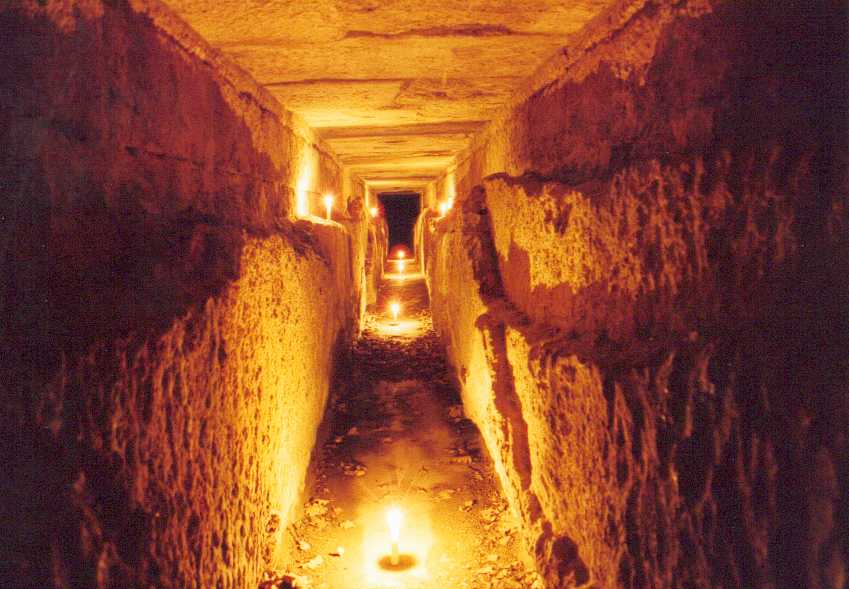
Das Innere der Wasserleitung

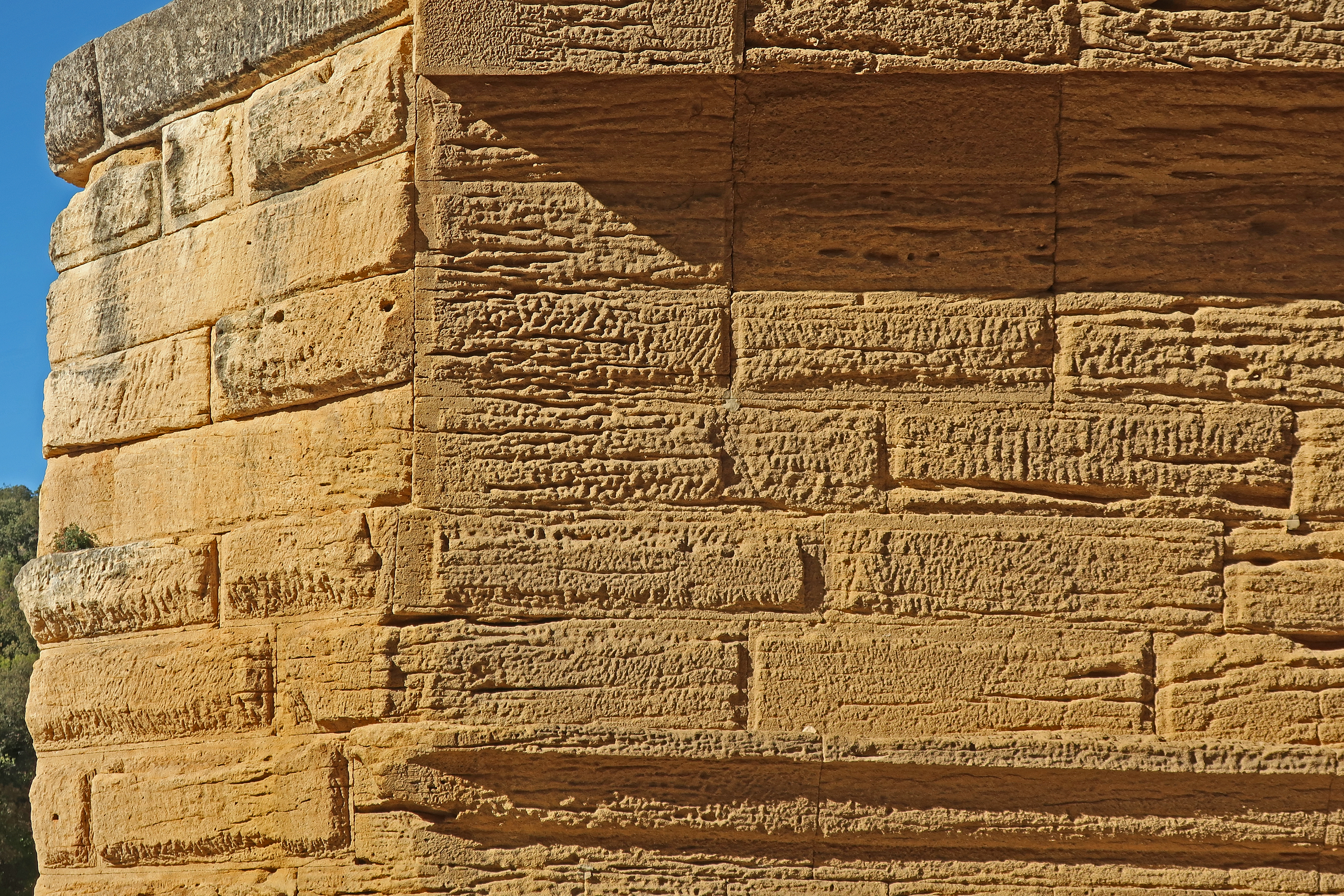
Detail des Quadermauerwerks (Pfeiler unten)

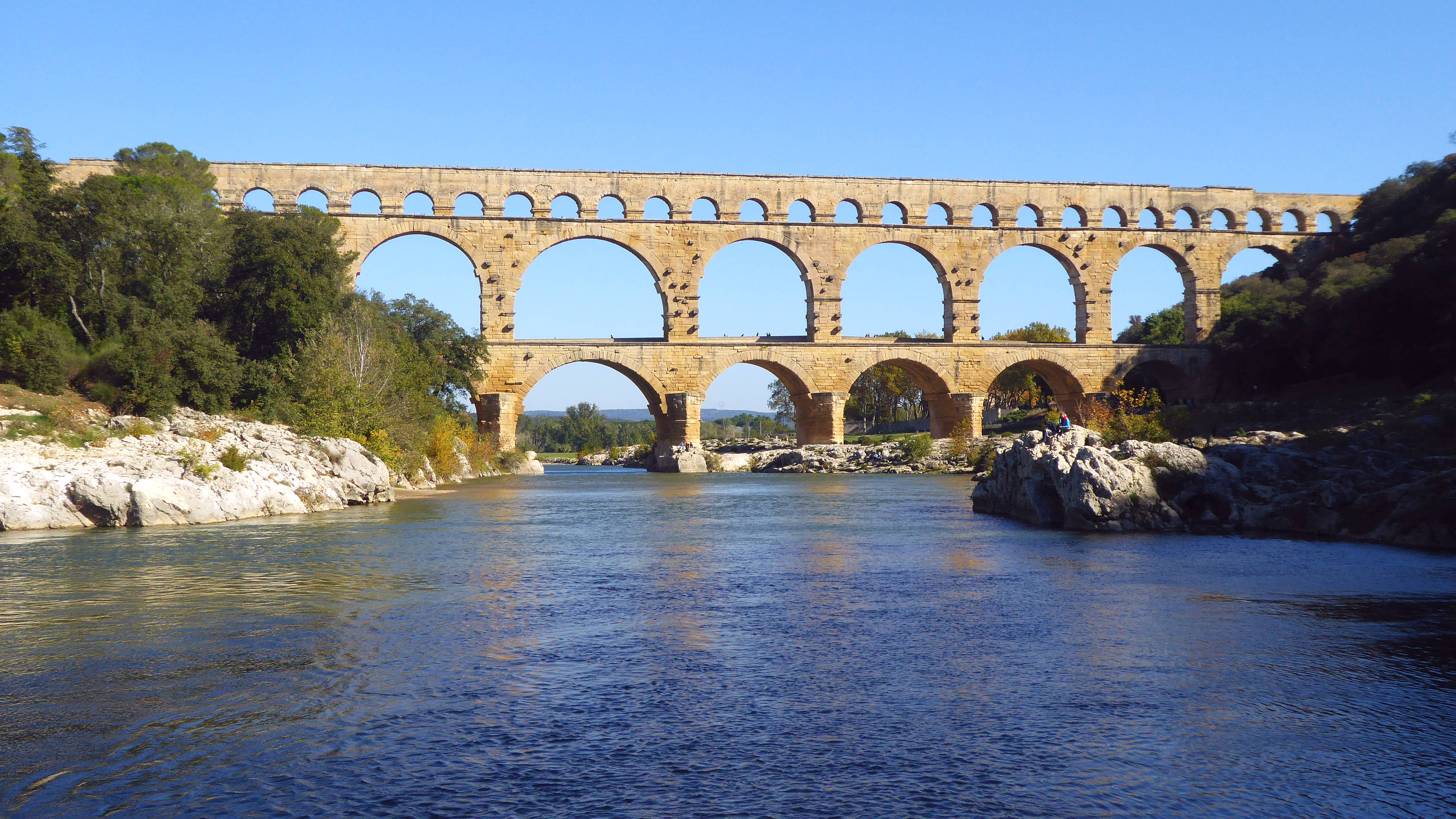
Pont du Gard aus der westlichen Flussperspektive des Gardon

Lange Zeit glaubte man, der Aquädukt sei um das Jahr 19 v. Chr. erbaut worden. Neuere Ausgrabungen deuten indes auf eine Entstehung in der Mitte des 1. Jahrhunderts n. Chr. hin. Die Brücke wurde gebaut, um das Tal des Flusses Gardon (der in römischer Zeit Vardo fluvius hieß) zu überwinden. Etwa 20.000 Kubikmeter Wasser flossen nach der Fertigstellung täglich über den Aquädukt nach Nemausus, das zu der Zeit etwa 20.000 Einwohner hatte. Demnach standen theoretisch täglich jedem Einwohner rund 1000 Liter Wasser zur Verfügung.
Etwa zwei Drittel der Wasserleitung verliefen indes nicht oberirdisch, sondern es musste ein Kanal in den Fels eingehauen werden.
Der gesamte Aquädukt besaß ein durchschnittliches Gefälle von 24 cm/km. Auf welche Weise die damaligen Bauingenieure eine derart exakte Berechnung angestellt haben, ist bis heute ungeklärt. Die Wasserleitung nach Nemausus hat keinen geradlinigen Verlauf. Die Luftlinie zwischen Quelle und Ziel beträgt zwar nur 20 km, aber dazwischen befinden sich verschiedene Gebirgsformationen. Man musste daher große Umwege machen und kam so auf eine Gesamtlänge von 50 km. Trotzdem ist der Gesamthöhenunterschied auf diesen 50 km nicht höher als 17 m, obwohl man beim Bau auch noch auf die besonderen baulichen Erfordernisse der einzelnen Teilstrecken Rücksicht nehmen musste.
Seit dem 4. Jahrhundert wurde die Pflege der Wasserleitung zusehends vernachlässigt, zusätzlich hatten sich Ablagerungen entwickelt, die bis zu zwei Drittel des Wasserkanals füllten. An den wasserbenetzten Innenseiten des Wasserkanals hatten sich Schichten von Kalksinter gebildet. Diese Ablagerungen erreichten eine Stärke von bis zu 50 cm. Allerdings war dieser Kalksinter sehr porös und wurde daher nicht zur Gestaltung von Bauwerken als Bauzier verwendet, sondern lediglich als Baustein. Der Aquäduktenmarmor, der in der Eifelwasserleitung nach Köln entstand, hatte eine Stärke bis zu 30 cm, war dichter, ließ sich polieren und wurde daher nicht nur als Baustein verwendet, sondern vor allem auch zur Bauzier.
Im Laufe des 9. Jahrhunderts wurde der Pont du Gard vollends unbrauchbar und die Menschen der Umgebung begannen, die behauenen Werksteine der Wasserleitung abzutragen und für andere Zwecke zu nutzen.
In mittelalterlicher Zeit und bis ins 18. Jahrhundert hinein wurde der Pont du Gard als Straßenbrücke genutzt. Dazu wurden sogar die Pfeiler der zweiten Etage verjüngt, um den Verkehrsfluss zu erleichtern. 1702 wurden die Pfeiler instand gesetzt. Damit der Verkehr den Fluss überqueren konnte, ohne den römischen Bau weiter zu beanspruchen, entstand 1747 neben dem Aquädukt eine neue Straßenbrücke, die in Höhe der unteren Ebene des Aquädukts verläuft.
Diese Straßenbrücke wurde mittlerweile für den Autoverkehr gesperrt. Gleiches gilt auch für die mittlere Ebene, die früher von Fußgängern zur Überquerung genutzt wurde.
Noch in den 1980er Jahren war die Brücke frei zugänglich, und man konnte auf der höchsten Ebene ungehindert von einer Seite auf die andere gehen. Heute ist der gesamte Brückenkomplex eingezäunt.
Der Aquädukt Pont du Gard wurde 1985 in die UNESCO-Liste des Welterbes aufgenommen.
In fußläufiger Nähe des Pont du Gard sind ein modernes Besucherzentrum mit einem Museum, Souvenirshop und Parkplätze eingerichtet worden.

## Bauweise
Der Aquädukt Pont du Gard ist im opus quadratum (römische Quaderbauweise) errichtet, das heißt, es wurden kretazische Kalksteine verwendet, die alle gleich hoch waren und aus Steinbrüchen in Vers Pont du Gard gewonnen wurden. Das Baumaterial bestand aus grobem, gelben urgonischen Kalkstein, wobei kein Mörtel verwendet werden musste, denn die Steine werden gegeneinander durch den vorhandenen Druck und die dadurch entstehenden Reibkräfte zusammengehalten.
Etwa 1.000 Bauarbeiter, unter ihnen vermutlich viele Sklaven und Kriegsgefangene, arbeiteten drei Jahre lang an dem Bauwerk. Ihnen standen Meißel, Schlägel, Winkel, Wasserwaage, Schaufel und Baukräne mit Flaschenzügen als Werkzeuge und Hilfsmittel zur Verfügung. Die Baukräne wurden von Männern angetrieben, die in einer Tretmühle liefen.
Überall am Mauerwerk ragen noch unregelmäßige Steine hervor, an denen bei der Konstruktion die Baugerüste verankert wurden. Man ließ sie vermutlich nach der Fertigstellung stehen, um sie bei eventuellen Reparaturen wieder nutzen zu können.
Es ist aber auch möglich, dass die Fassade aus Geldmangel am Ende nicht mehr begradigt wurde und die überstehenden Steine deshalb belassen wurden.

## Anmerkung
1. ↑  Siehe hierzu auch den Artikel Römische Vermessungstechnik

## Film
- Geniale Bauten der Römer: Das Aquädukt von Nîmes (ZDFinfo 2021, 43 min, Produktion 2019)